# باغودة بوبهنغسا
باغودة بوبهنغسا أو باغودة السبع طبقات في معبد بوبهنغسا في أندونغ (بالكورية: 안동 법흥사지 칠층전탑) هي الكنز الوطني لكوريا الجنوبية رقم 16.

## معرض الصور

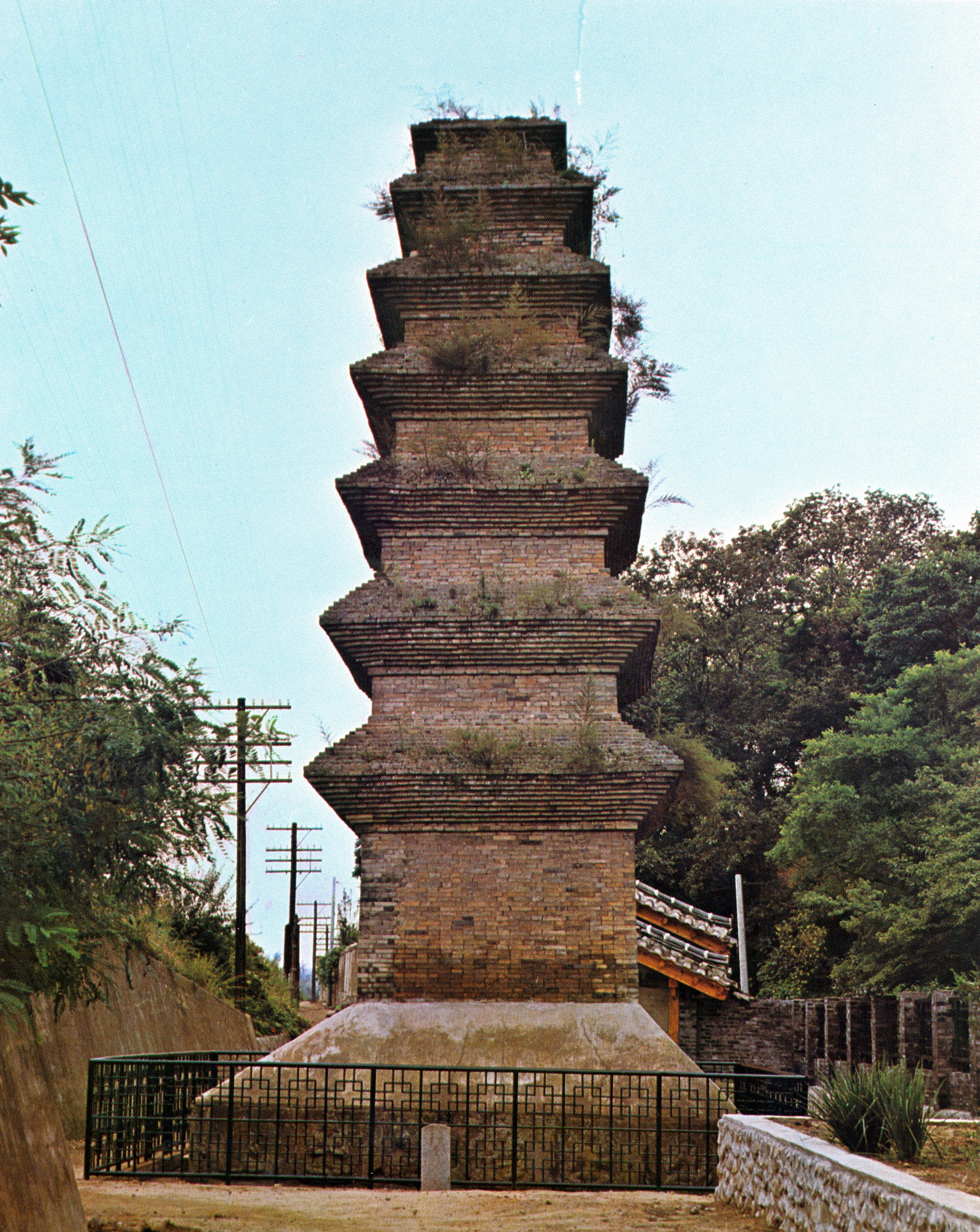
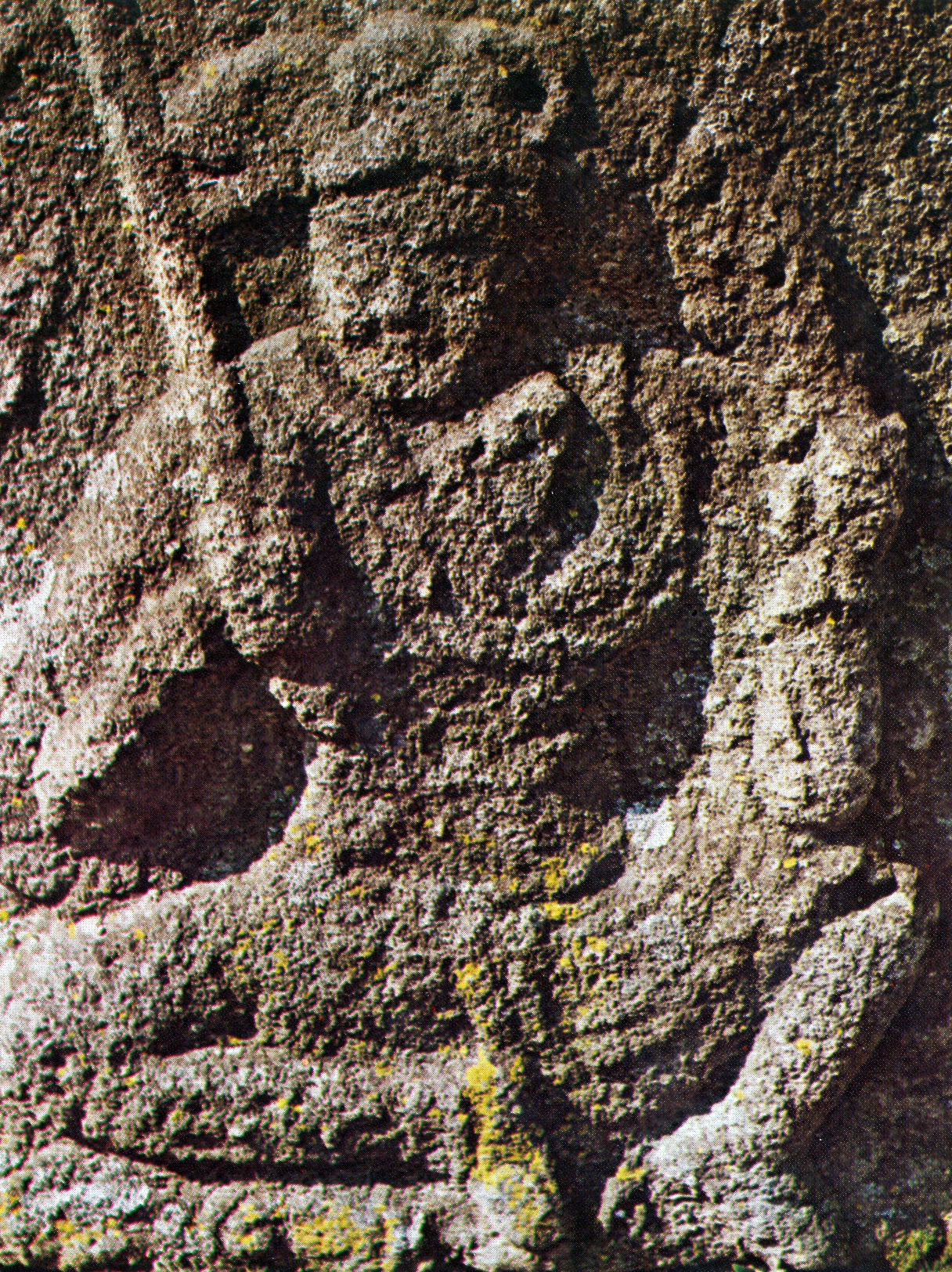
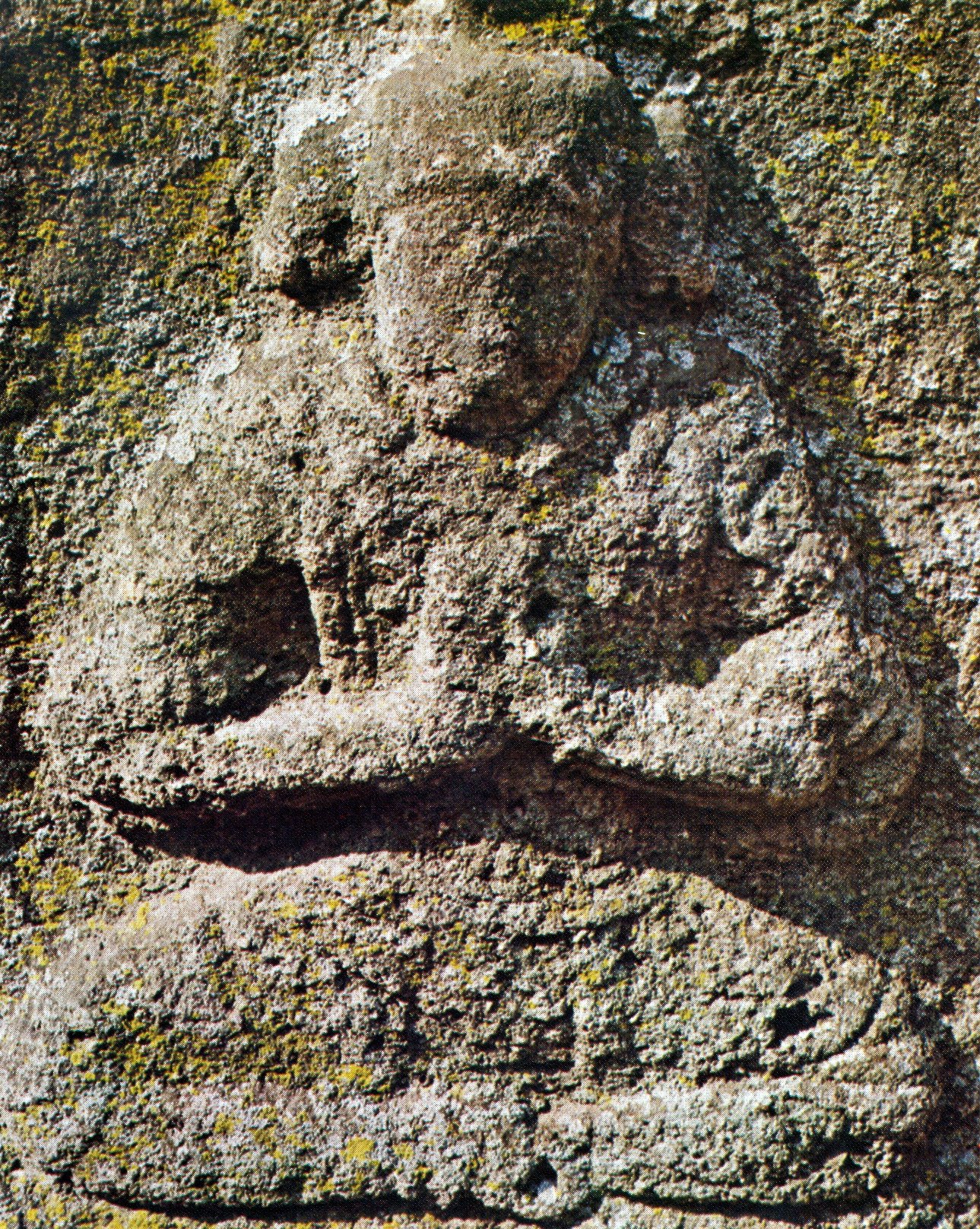